# Nederlands Hoornisten Genootschap
Het Nederlands Hoornisten Genootschap (NHG) is een vereniging van en voor alle hoornisten in Nederland (en België). Het genootschap heeft als doel het hoornspelen op alle niveaus te bevorderen. Hiervoor worden er onder andere samenspeeldagen, masterclasses, proefspeltrainingen en kinderdagen georganiseerd. Daarnaast wil de vereniging de hoorn in al zijn facetten onder de aandacht brengen van een groot publiek. Viermaal per jaar verschijnt het verenigingsblad Uijlenspieghel met artikelen over het hoornspelen en interviews met hoornisten.

## Historie
Het Nederland Hoornisten Genootschap werd in 1982 opgericht en telde in 2022 ruim 500 leden. Daaronder bevinden zich professionele hoornisten, conservatoriumstudenten en amateurmusici. 
In mei 2022 vierde het NHG haar 40-jarig jubileum met het festival HOORN! in de Philharmonie Haarlem waar onder andere voor de eerste maal in Nederland de Vienna Horns optraden.

## Jan Wolff Erepenning

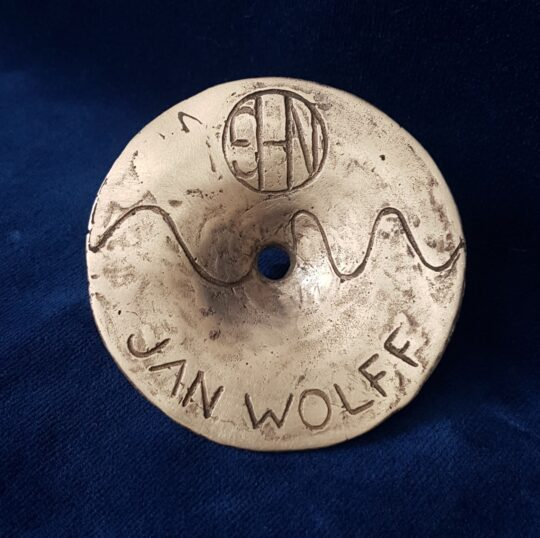
Jan Wolff Erepenning, ontwerp en foto´s Liesbeth van Keulen

In 2022 werd ter gelegenheid van het 40-jarig jubileum voor de eerste maal de Jan Wolff Erepenning uitgereikt aan hoornist en oud-voorzitter Ward Assmann.
Jan Wolff was hoornist en onder meer grondlegger van Muziekpodium de IJsbreker (De Ysbreeker), de Concertzender en het Muziekgebouw aan 't IJ met daarbij het Bimhuis. Jan Wolff was tevens medeoprichter van het Nederlands Hoornisten Genootschap.